# Schlotheimia pabstiana
Schlotheimia pabstiana là một loài rêu trong họ Orthotrichaceae. Loài này được Müll. Hal. mô tả khoa học đầu tiên năm 1855.
Danh pháp khoa học của loài này chưa được làm sáng tỏ. 